# Sânmiclăuș, Satu Mare
Sânmiclăuș este un sat în comuna Moftin din județul Satu Mare, Transilvania, România.

## Personalități
- Părintele Teofil (n. 4 mai 1924 - d. 5 martie 2007), călugăr asumpționist, ieromonah la reședința din Blaj a congregației
- Ioan Chindriș (1938-2015), istoric, directorul filialei din Cluj a Bibliotecii Academiei Române
- Silviu Lung (n. 1956), fotbalist, portar la Universitatea Craiova, Steaua București și la echipa națională a României
- Daniel Prodan (1972-2016), fotbalist, fundaș la Olimpia Satu Mare, Steaua, Atletico Madrid, Glasgow Rangers, FC Național